# Regering-Vandenpeereboom
De regering-Vandenpeereboom (24 januari 1899 – 5 augustus 1899) was een Belgische katholieke regering. Ze volgde de regering-De Smet de Naeyer I op en werd opgevolgd door de regering-De Smet de Naeyer II. Deze katholieke coalitie kwam aan de macht met als doel het kiesstelsel van evenredige vertegenwoordiging in te voeren. Het was juist dit initiatief dat, na controverse te hebben veroorzaakt onder de bevolking en in het parlement, leidde tot het ontslag van regeringsleider Jules Vandenpeereboom, na slechts zes maanden aan de macht te zijn geweest. Zijn opvolger, Paul de Smet de Naeyer, kon wel een wetsontwerp door het parlement loodsen dat een evenredige vertegenwoordiging regelde.

## Verloop

### Formatie
De Belgische politieke situatie in 1899 was een periode waarin de katholieke partij domineerde dankzij haar ruime meerderheid van zetels in beide kamers van het parlement. Tegelijkertijd werd het aantal liberale zetels steeds kleiner, terwijl de socialistische beweging groeide. Het ontstaan van de Belgische Werkliedenpartij vormde echter een bedreiging voor de katholieke meerderheid. Bovendien voorzagen de katholieken een scenario waarin, uit solidariteit en minachting voor rechts, de liberalen op de socialisten zouden kunnen stemmen en hen zouden kunnen steunen. Hierdoor wilden de katholieken vanaf 1898 onder leiding van kabinetsleider Paul de Smet de Naeyer hun plaats in de politiek garanderen en de socialistische dreiging de kop indrukken. Hun plan was het stemsysteem, dat tot dan toe een meerderheidsstelsel was, te veranderen. Ze wilden overstappen naar een stelsel van evenredige vertegenwoordiging.
De kwestie van de evenredige vertegenwoordiging had het debat binnen de katholieke partij aangewakkerd, maar werd niet unaniem gesteund. De regering-De Smet de Naeyer I kraakte en hun val kwam er versneld. De regering-Vandenpeereboom nam het project over en de eerste minister Jules Vandenpeereboom kondigde aan dat hij de kwestie zou aanpakken.

### Kieshervorming
De regering stelde een wetsontwerp voor tot invoering van een stelsel van evenredige vertegenwoordiging in de grote arrondissementen (Brussel, Luik, Charleroi, Antwerpen en Gent), die zich vijandig begonnen op te stellen tegenover de verschillende katholieke regeringen. In kleinere districten zou het meerderheidsstelsel gehandhaafd blijven. De propaganda voor dit voorstel was al een paar jaar eerder begonnen. Op het eerste zicht zou deze representatieve formule op uniforme wijze in alle gemeenten worden toegepast. Door het uniforme karakter sprak het activisten van verschillende ideologieën aan. De liberalen, die in het hele land een groot aantal stemmen hadden verloren, stonden er dus welwillend tegenover. De socialisten van hun kant hoopten dat deze hervorming het bewustzijn voor de sociale zaak in Vlaanderen zou doen toenemen. De katholieken namen dit project echter over en gaven het vorm in een ontwerp dat hen zou voortstuwen in de districten waar ze stemmen verloren.
Toen het wetsvoorstel werd aangekondigd, namen de liberalen er onmiddellijk stelling tegen. Sommige liberalen aarzelden niet om deze situatie te vergelijken met het begin van een slavensysteem. Het voorstel verdeelde zelfs de afgevaardigden en de aanhangers van de katholieke beweging. Voormalig minister van Justitie Charles Woeste verklaarde het project onverdedigbaar. Het was in deze periode van spanningen dat de liberalen, socialisten en christendemocraten, ondanks hun meningsverschillen, dicht bij elkaar kwamen. Zowel in het parlement als op de straat vonden grote protestbewegingen plaats. Tijdens de protesten werd er zelfs geweld gemeld.
Enkele maanden na de vorming van deze regering en haar project van evenredige vertegenwoordiging, dat slechts in bepaalde gemeenten van toepassing was, viel ze onder de burgerlijke verontwaardiging.

### Ontslag
Na de volksopstanden verweet koning Leopold II de eerste minister dat hij zich vanwege de straat had teruggetrokken, een verwijt dat de regering verzwakte. Op 31 juli 1899 verwierp de parlementaire commissie het wetsvoorstel van Jules Vandenpeereboom met 8 stemmen tegen en 8 onthoudingen. De eerste minister besloot daarop zijn wetsvoorstel te laten vallen en zijn ontslag bij de koning in te dienen.
Na het aftreden van de regering nam Paul de Smet de Naeyer weer de teugels in handen. Hij zou uiteindelijk de evenredige vertegenwoordiging invoeren, maar dan voor heel het land. Hij slaagde erin hetzelfde project goed te keuren dat hem tijdens zijn eerste regering ten val had gebracht.

## Samenstelling
De regering-Vandenpeereboom telde zeven ministers.
| Ambtsbekleder              | Ambtsbekleder | Ambtsbekleder                     | Functie                                           | Partij            |
| -------------------------- | ------------- | --------------------------------- | ------------------------------------------------- | ----------------- |
|                            |               | Jules Vandenpeereboom (1843-1917) | Minister Spoorwegen, Posterijen en Telegrafen     | Katholieke Partij |
| Minister ad interim Oorlog |               | Jules Vandenpeereboom (1843-1917) |                                                   | Katholieke Partij |
|                            |               | Frans Schollaert (1851-1917)      | Minister Binnenlandse Zaken en Openbaar Onderwijs | Katholieke Partij |
|                            |               | Paul de Favereau (1856-1922)      | Minister Buitenlandse Zaken                       | Katholieke Partij |
|                            |               | Julien Liebaert (1848-1930)       | Minister Financiën                                | Katholieke Partij |
|                            |               | Victor Begerem (1853-1934)        | Minister Justitie                                 | Katholieke Partij |
|                            |               | Léon De Bruyn (1838-1908)         | Minister Landbouw en Openbare Werken              | Katholieke Partij |
|                            |               | Gerard Cooreman (1852-1926)       | Minister Nijverheid en Arbeid                     | Katholieke Partij |